# Перепись в Вифлееме
Перепись в Вифлееме — картина Питера Брейгеля Старшего, написанная в 1566 году. Хранится и экспонируется в Королевских музеях изящных искусств в Брюсселе, приобретена музеем в 1902 году.

## Описание
Брейгель переносит действие библейского сюжета, описанного в Евангелие от Луки, в современное ему нидерландское поселение. Город изображён снежной зимой, чего в реальном Вифлееме не бывает. Художник (и зритель) будто разглядывают поселение то ли из башни, то ли из чердачного окна какого-то сооружения. Кончается короткий зимний день — красное солнце садится за ветвями дерева. Косвенным указанием на месяц события может служить человек, режущий свинью. Обычно в Нидерландах это случалось в декабре. Свинью собрались опалять, для чего уже приготовили снопы соломы. Эта группа неоднократно встречается в картинах Брейгеля. Именно этим занимаются жители на картине «Охотники на снегу», разложившие костёр.
У дверей постоялого двора собралась плотная толпа людей — там выставлены столы и хозяйничают чиновники, обложенные налоговыми книгами. И хотя картина называется «перепись», действия чиновников не что иное, как сбор налогов. В центре картины расположена никем не замеченная пара: он — с плотницким инструментом, она — верхом на осле. Только по этим атрибутам можно понять, что в город прибыло Святое Семейство, направляющееся к постоялому двору. Картина представляет собой настоящую энциклопедию жизни небольшого городка зимой. Люди заняты своими повседневными делами: строительством сарая, сбором хвороста, дети увлечённо играют на льду. Среди множества деталей на картине можно рассмотреть даже герб Габсбургов на стене постоялого двора.

## Другие версии
Существует также одноимённая версия картины размером 54 × 122 сантиметра, написанная Питером Брейгелем Младшим, находящаяся в частном собрании Валерии и Константина Мауергауз. Приобретена 31 марта 2014 года из анонимной коллекции в Западной Европе на аукционе Piasa в Париже.
Всего существует 14 повторений Питера Младшего отцовского произведения, из которых только четыре подписаны и три датированы. Две версии 1607 и 1610 годов хранятся в коллекции Лихтенштейнов в Вене и Королевских музеях изящных искусств.

## Фрагменты картины

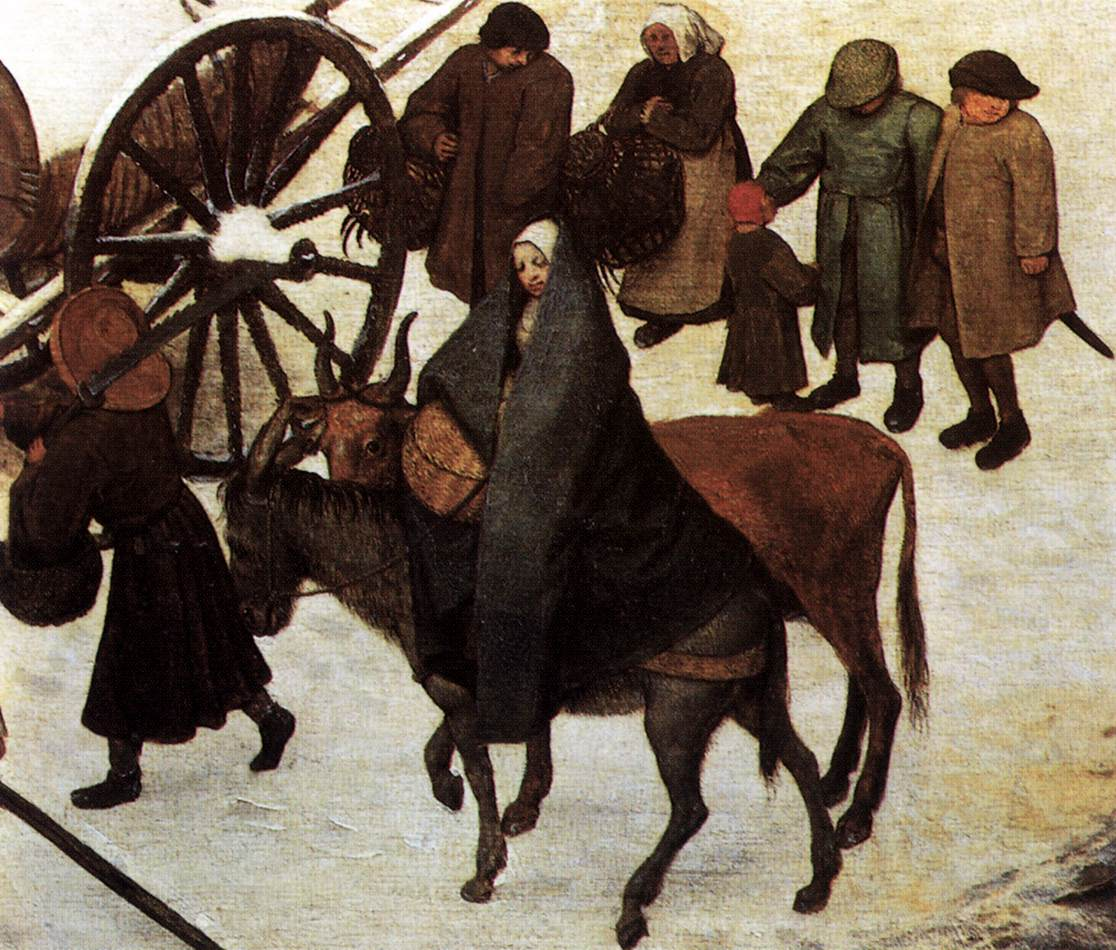
Мария и Иосиф
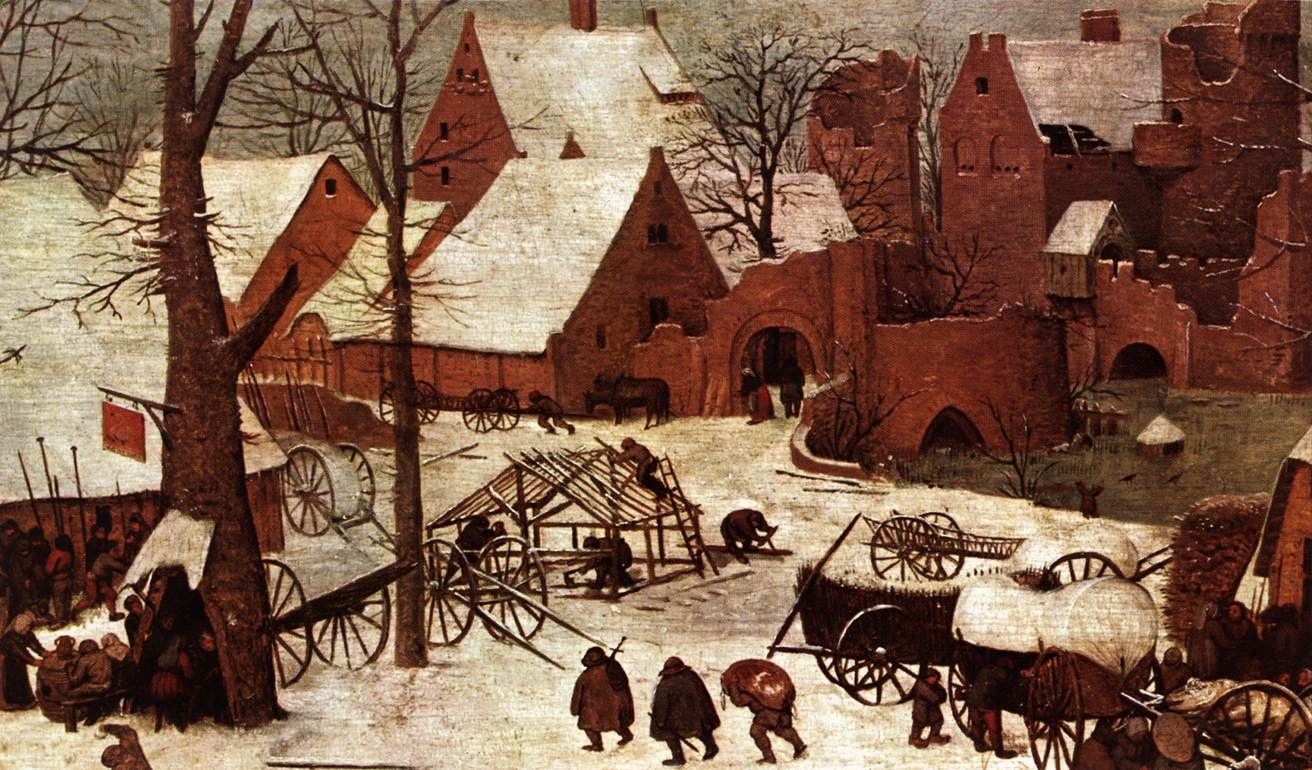
Строительство сарая
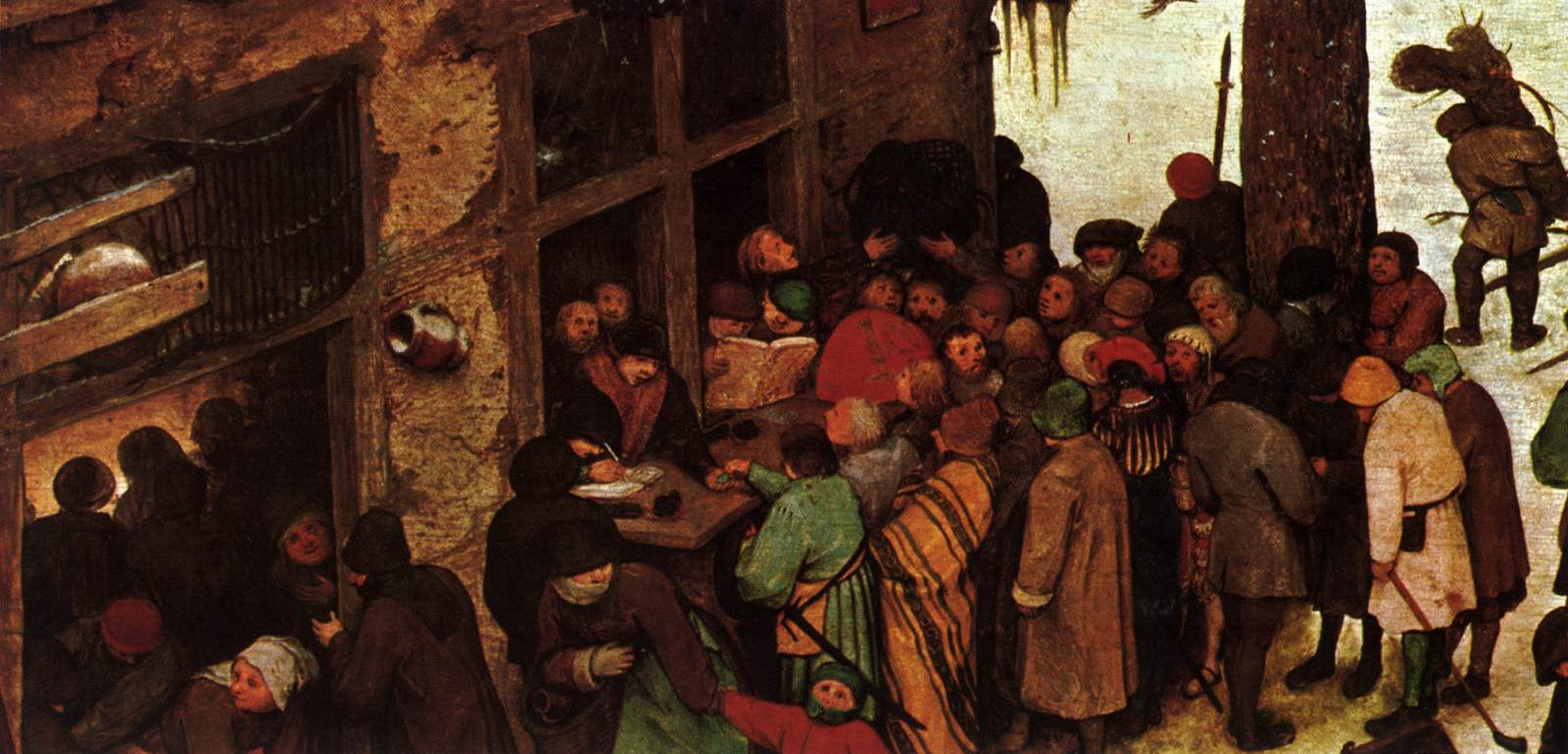
Чиновники ведут перепись
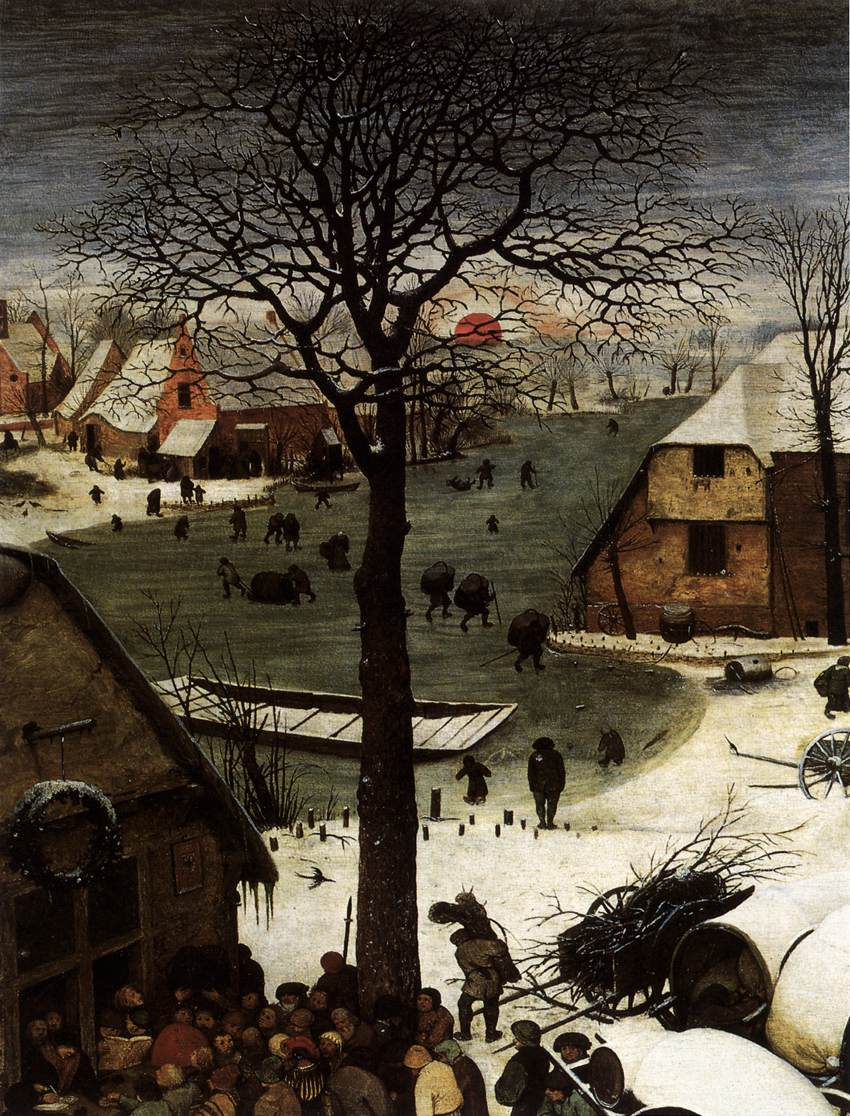
Замёрзший водоём
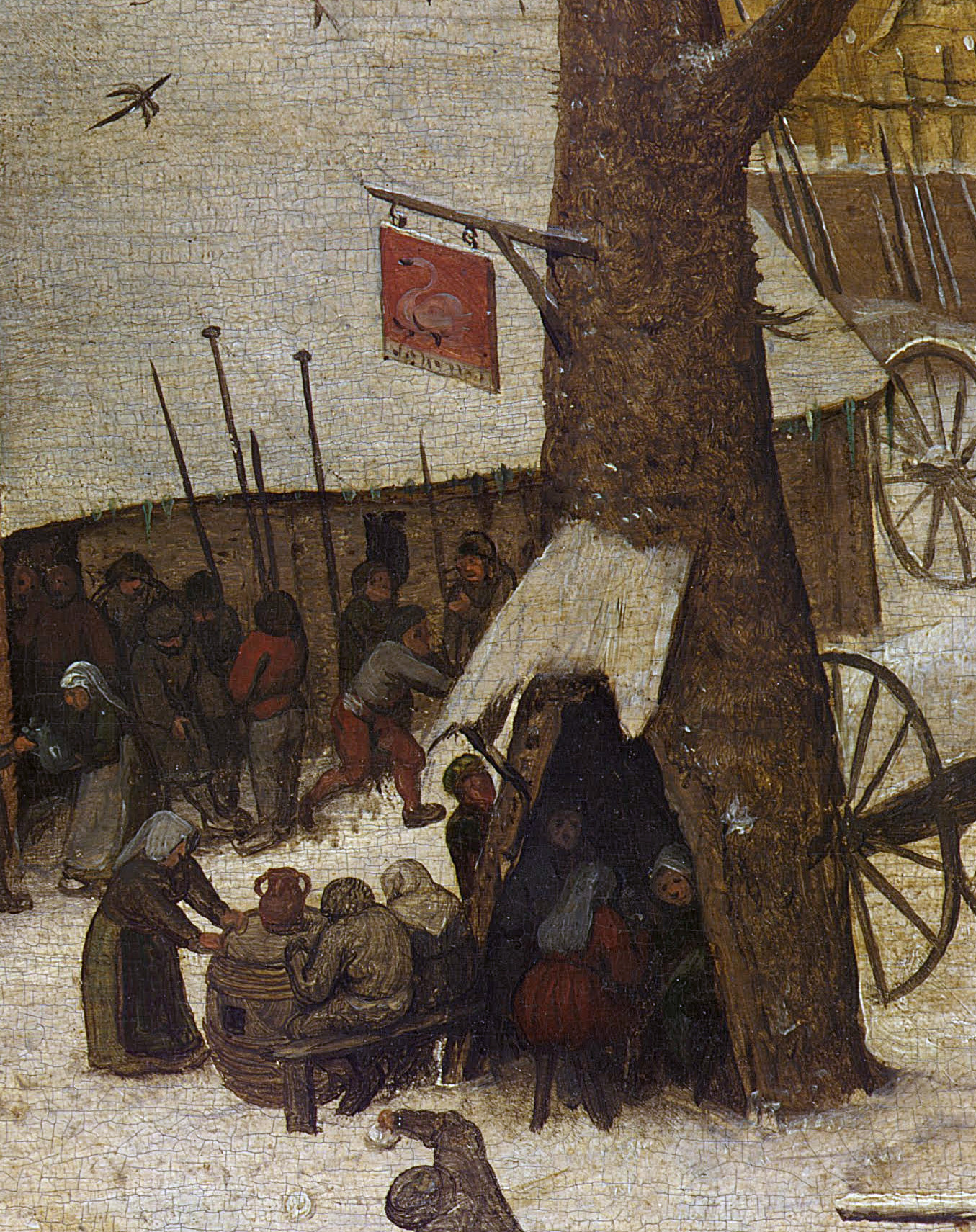
Укрытие внутри дерева
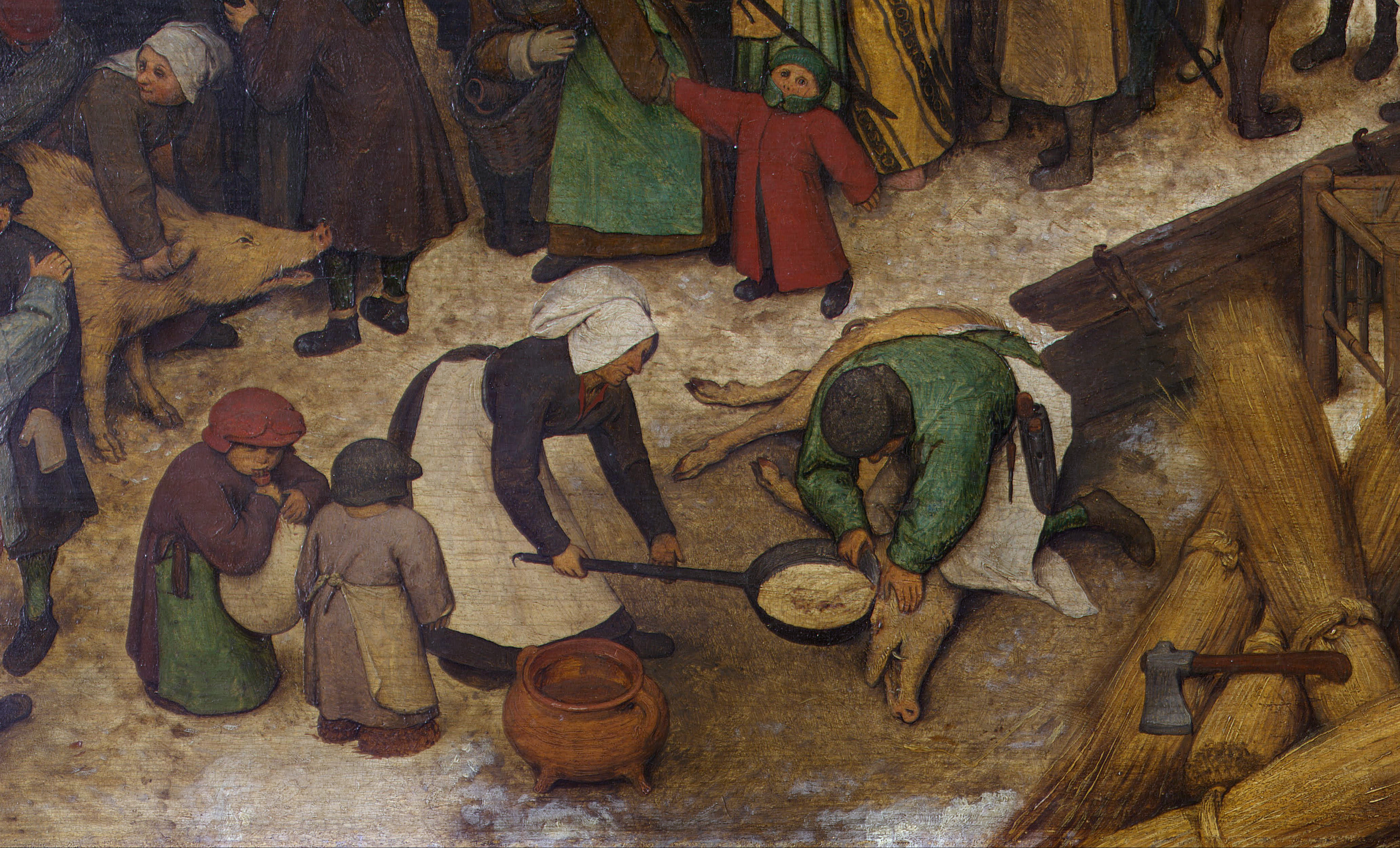
Забой свиньи
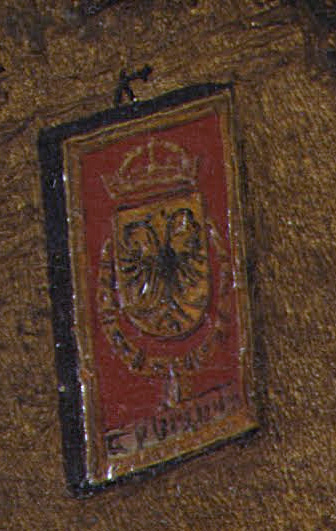
Герб